# FS řada E626
Elektrické lokomotivy řad E.626 a E.625 zahájily na italských železnicích éru elektrického provozu s napájecí soustavou 3 kV ss. Byly zkonstruovány ve 20. letech 20. století a poslední byla vyřazena z pravidelného provozu v roce 1999. Tyto nepříliš pokrokové, avšak spolehlivé stroje se staly symbolem a oporou elektrifikace 3 kV stejnosměrnou soustavou, která se postupně rozšířila po celém Apeninském poloostrově.

## Vznik
Vznik lokomotivní řady E.626 byl výsledkem požadavku FS z roku 1926 na lokomotivu pro tehdy nový napájecí systém 3 kV ss použitý na trati Foggia - Benevento. Nová napájecí soustava měla nahradit poněkud komplikovaný třífázový systém 3,6 kV 16,7 Hz používaný od roku 1902 na valtellinské dráze a dalších navazujících tratích. Tento systém zavedl na italských drahách maďarský vynálezce Kálmán Kandó.
Konstrukci nové lokomotivy navrhla skupina Giuseppe Bianchiho, který je označován za zakladatele moderních italských železnic. Lokomotiva byla navržena jako šestinápravová se všemi nápravami hnacími, a to z důvodu dostatečné adheze na sklonově náročných tratích.
První zkoušky nové lokomotivy se uskutečnily v září 1927 na trati Foggia – Benevento. K dispozici byly zpočátku tři prototypy postavené v Saviglianu. Elektrickou část dodala firma Metropolitan-Vickers z Manchesteru. Postupně se počet lokomotiv prototypové série rozšířil na 14 – z toho 8 řady E.625 s pomalejším převodem pro nákladní dopravu. Lokomotivy byly uznány za výkonné a spolehlivé a v následujícím roce byly nasazeny do pravidelného provozu. Jedinou komplikací byly praskající příčné nosníky pro zavěšení tlapových trakčních motorů typu 32R. Proto byla maximální rychlost lokomotiv omezena na 95 km/h.

## Popis
Lokomotiva E.626 je skříňové konstrukce se dvěma stanovišti strojvedoucího. Před stanovišti jsou ještě na obou stranách nízké představky. Prostřední dvě dvojkolí jsou uložena v rámu lokomotivy, krajní dvojkolí jsou uložena v podvozcích, které nesou i čelníky s narážecím a spřahovacím ústrojím. Toto uspořádání, kdy prostřední dvojkolí mají jen jednostupňové vypružení, spolu s poměrně hlučnými převody působilo značně nepříznivě na obsluhu. V době vzniku lokomotivy to nepředstavovalo takový problém, avšak v posledních letech provozu nemohly tyto stroje ve srovnání s moderními lokomotivami obstát.
Lokomotiva je vybavena odporovou regulací. Motory jsou řazeny třemi způsoby:
- série – všech 6 motorů v sérii
- sério-paralel – dvě paralelní větve po třech motorech
- paralel – tři paralelní větve po dvou motorech

Převod mezi motorem a dvojkolím byl 24/73 u řady E626 a 21/76 u E625, převody i výkon motorů byly u prototypových lokomotiv byly odlišné.
Na strojích inv. čísel 004, 007, 010, 012 a 013 bylo zkoušeno uspořádání pojezdu (1Ao)'Bo (Ao1)'

## Provoz a rekonstrukce
Lokomotivy řady E.626 (E.625) byly vyrobeny v počtu 448 kusů ve třech jen mírně odlišných sériích.
První série 85 lokomotiv byla dodána v letech 1930 – 1932. Druhá série v počtu 308 kusů byla vyráběna v letech 1934 – 1938. Na rozdíl od první série nebyl generátor proudu pro vlastní spotřebu poháněn od 4. nápravy, ale samostatným elektromotorem. Dodávky 41 lokomotiv třetí série s pomalejším převodem se uskutečnily v roce 1939, ale již v dalším roce bylo rozhodnuto o změně převodů na rychlejší variantu.
Již v následujícím roce vznikla nová řada E.636, na které byly zpočátku využity motory a část elektromechanických zařízení řady E.626.
Po 2. světové válce využily FS oprav poškozených lokomotiv k rekonstrukcím a sjednocení s III. sérií. Jelikož mezitím byly dodány nové řady lokomotiv vhodnější pro osobní dopravu (včetně dálkového řízení), byly řada E.626 prakticky celá přesunuta do dopravy nákladní. Vlivem válečných událostí bylo 17 lokomotiv zavlečeno do Jugoslávie a 4 do Československa. Jugoslávské lokomotivy byly oficiálně převedeny v roce 1949 a označeny řadou 361, tři československé lokomotivy byly přepojeny na napětí 1,5 kV, označeny řadou E 666.0 a využity pro dopravu na pražských spojkách. Čtvrtá byla využita na náhradní díly.
Během 70., 80. a 90. let bylo 12 lokomotiv FS prodáno soukromým dopravcům. V posledních letech provozu sílily protesty odborů proti pracovním podmínkám strojvedoucích na těchto strojích, zejména s ohledem na vibrace a rázy, kterým je strojvůdce vystaven. Jako poslední vyřadily FS stroj E 626.194. Přesto ještě dva stroje – E.626.223 a 311 provozuje společnost La Ferroviaria Italiana, Arezzo.
Dnes je 7 lokomotiv zachováno v muzejních sbírkách a 11 (včetně prototypu E 626.001) slouží k vedení nostalgických vlaků.